# Ajdovščina City Stadium
El Ajdovščina City Stadium (en esloveno: Mestni stadion Ajdovščina), también conocido como Estadio Primorje, es un estadio de fútbol ubicado en la ciudad de Ajdovščina en Eslovenia y actualmente es la sede del ND Primorje y hasta 2011 fue la sede del desaparecido NK Primorje.

## Historia
Fue inaugurado en 1929, y ha sido renovado en 1995 y 1998. 
Durante la temporada 2009–10 el estadio pasó por un proceso de reconstrucción, por lo que estuvo cerrado y reinaugurado el 5 de septiembre de 2010 con capacidad para 1,630 espectadores.